# Kostel Neposkvrněného početí Panny Marie (Strašnice)
Kostel Neposkvrněného početí Panny Marie byl postaven v letech 1992–1994 v moderním architektonickém stylu  a nachází se na rohu ulic Ke Strašnické a Krupská, v městské části Praha 10-Strašnice. Kostel je součástí farnosti Praha-Strašnice.

## Dějiny kostela
Strašnická farnost byla založena 1. října 1929 vyčleněním z pražské farnosti svatého Rocha v Olšanech. Od roku 1924 působil „Spolek pro postavení kostela ve Starých Strašnicích“, který financoval stavbu strašnické farní budovy. Již od zahájení stavby bylo počítáno také se stavbou kostela, pro který byl vymezen pozemek. Návrh stavby řešili architekti Rudolf Mikuta (1907–1989) nebo Břetislav Štorm, kteří v projektu z roku 1929 umístili historizující objekt kostela jako samostatnou stavbu vedle fary. Jejich myšlenku zachoval stavitel Rudolf Sandholz, který upravoval plány pro stavbu fary.
Ta byla postavena během prvního půl roku 1930. V přízemí fary byla zbudována prozatímní kaple, kde probíhaly bohoslužby nové farnosti.

### Plány na stavbu kostela

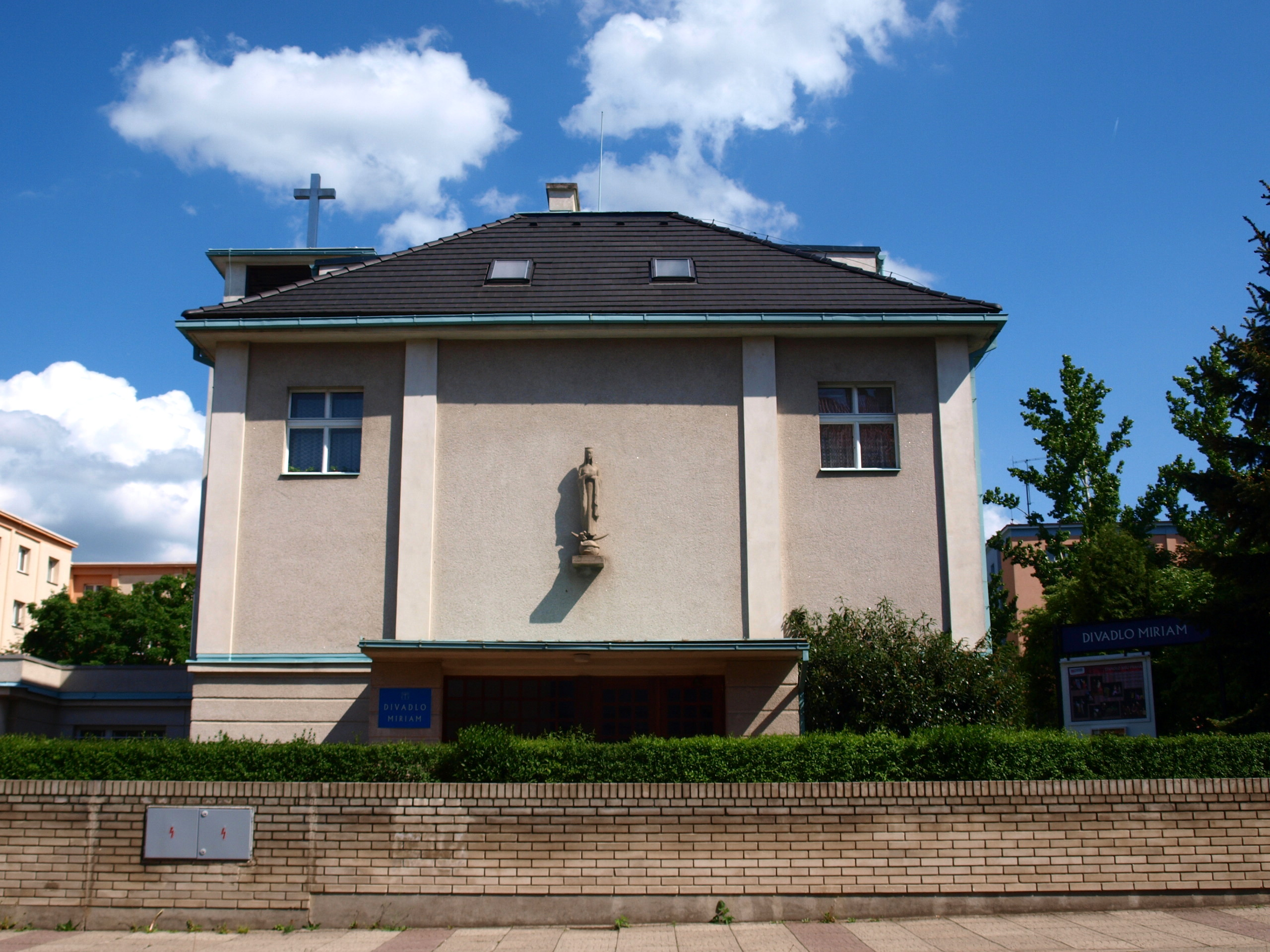
Budova někdejší fary a modlitebny, sídlo divadla Miriam

Ze třicátých let 20. století se zachovaly další plány na stavbu kostela. Jako příklad lze uvést skici stavební firmy Václava Nekvasila z roku 1930, návrh architekta Jaroslava Čermáka z roku 1937 nebo dvě varianty z let 1935 a 1937 od Antonína Stuny. Návrh z let 1932–1935 Jana Sokola vycházel z barokních tradic. Architekt projektoval kostel na půdorysu elipsy se zvlněnými stěnami. Dominantu stavby tvořila štíhlá věž ve tvaru plochého jehlanu.  S ohledem na nedostatek finančních prostředků však stavba nebyla realizována v letech do druhé světové války, ani později.
V létě 1966 byla zrekonstruována farní kaple v duchu liturgické reformy druhého vatikánského koncilu. Události pražského jara v roce 1968 znamenaly nový impulz pro oživení myšlenky výstavby nového strašnického kostela. Z roku 1969 se zachovaly návrhy Jaroslava Cuhry nebo z roku 1970 skici a návrhy Václava Dvořáka.
Teprve po roce 1989, po získání původních pozemků začaly přípravy na stavbu kostela. V roce 1990 byly vytvořeny dvě desítky soutěžních projektů. Po liturgickém posouzení byl vybrán k realizaci návrh architekta Jindřicha Synka. Stavba byla zahájena 11. listopadu 1992. Nový kostel byl posvěcen 17. června 1994.

## Architektura
Kostel byl postaven na čtvercovém půdorysu, který se rozdělil na čtyři rovnoramenné trojúhelníky. V místě půdorysu severního trojúhelníku zůstalo prostranství pro vybudování vstupu do kostela. Spojením půdorysu jižního a východního trojúhelníku vznikla hlavní loď Předsíň s oratoří v patře stojí na půdorysu západního trojúhelníku. 

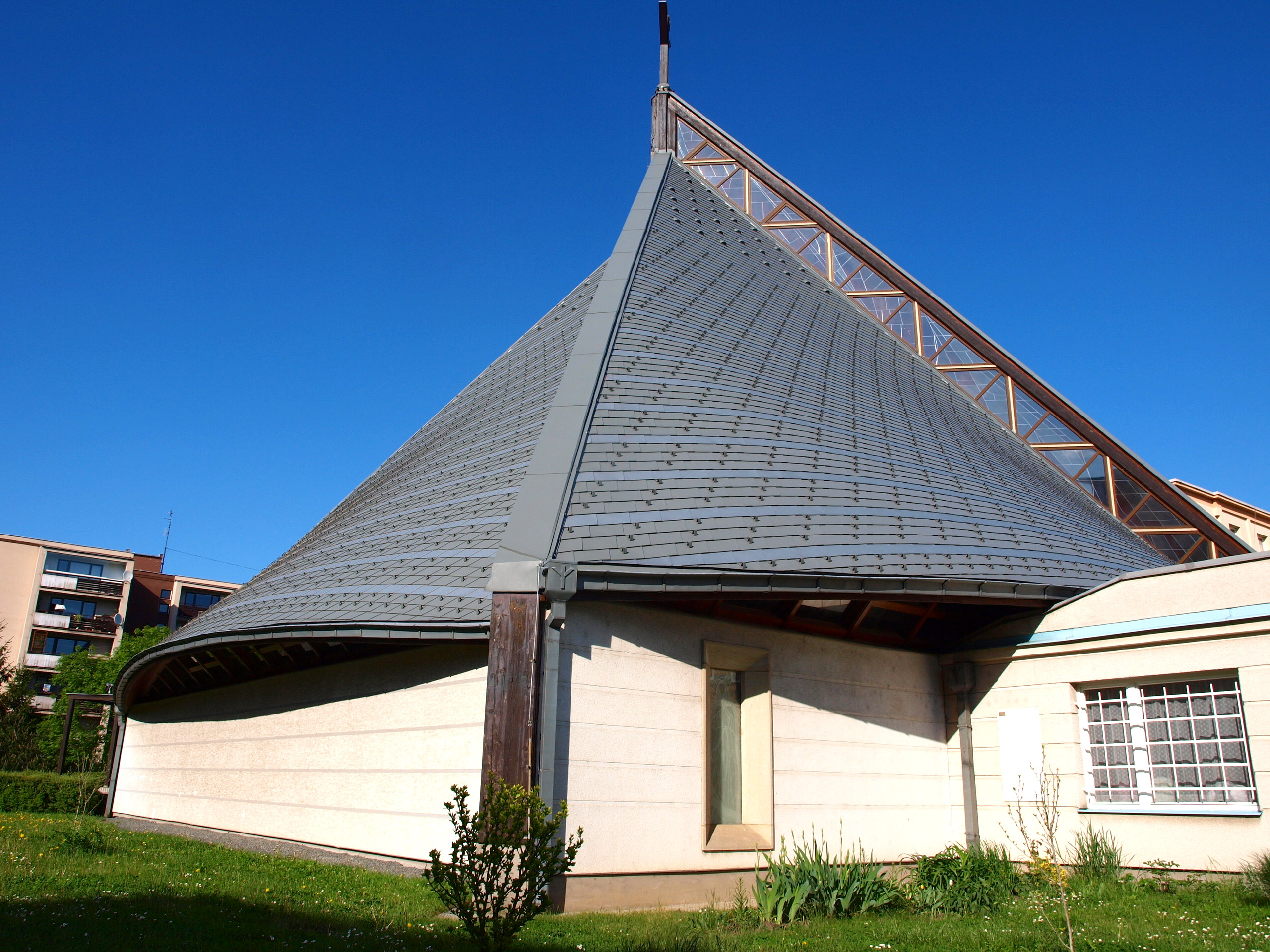
Kostel Neposkvrněného početí Panny Marie ve Strašnicích

Vnější objekt stavby je tvořen trojbokým jehlanem se dvěma šikmo umístěnými vitrážovými okny ve vaznících. Ve výšce dvacet pět metrů dominuje stavbě kříž na vrcholu kostela.
Vzdušnost a lehkost objektu byla docílena tvarem střechy v podobě hyperbolického paraboloidu. Prostor o rozpětí třicet metrů byl překlenut skořepinou skládající se ze čtyř vrstev dřevěných lamel. Řešení přiznané nosné konstrukce s prohnutím střechy i překrýváním lamel dodalo prostoru výborné zvukové parametry. Původní střecha byla z živičného šindele. V roce 2012 byla pro technické nedostatky vytvořena z šindelů hliníkových a poplastovaných.
V prostoru různorodé zástavby chtěl architekt svůj „chrám“ ukotvit, vytvořit pevný bod. Ideálním prostředkem se proto stal objekt ve tvaru pyramidy završené křížem.

### Duchovní rozměr stavby
Jindřich Synek vytvořil projekt odkazující na konkrétní křesťanské myšlenky. Vnější tvar stavby vyvolává představu stanu a připomíná příběh o putování Židů na poušti ze Starého zákona. Může reprezentovat ochranu před nepohodlím nebo také úkryt v náruči Panny Marie a jejího pláště.

### Interiér
Interiér je tvořen jednoduchou halou bez sloupů. Pohled do kněžiště umožňuje půlkruhové uspořádání lavic. Na návrhu interiéru, svatostánku, oltáře a křestní kaple se podíleli Pavel Šlegl (*1958) a Petr Štěpán (*1961) spolu s autorem stavby.

Centrální část hlavního sálu tvoří kněžiště s oltářem, který tvoří neopracovaný pískovcový blok. V zadní části je svatostánek ze zeleného vrstveného a lepeného skla. Ambon před oltářem vyrobil akademický sochař Michala Šaršeho (*1956). Jeho kmen je tvořen samorostem, který doplnily symboly čtyř evangelistů. Na něm leží otevřená kamenná kniha s otisky rukou.

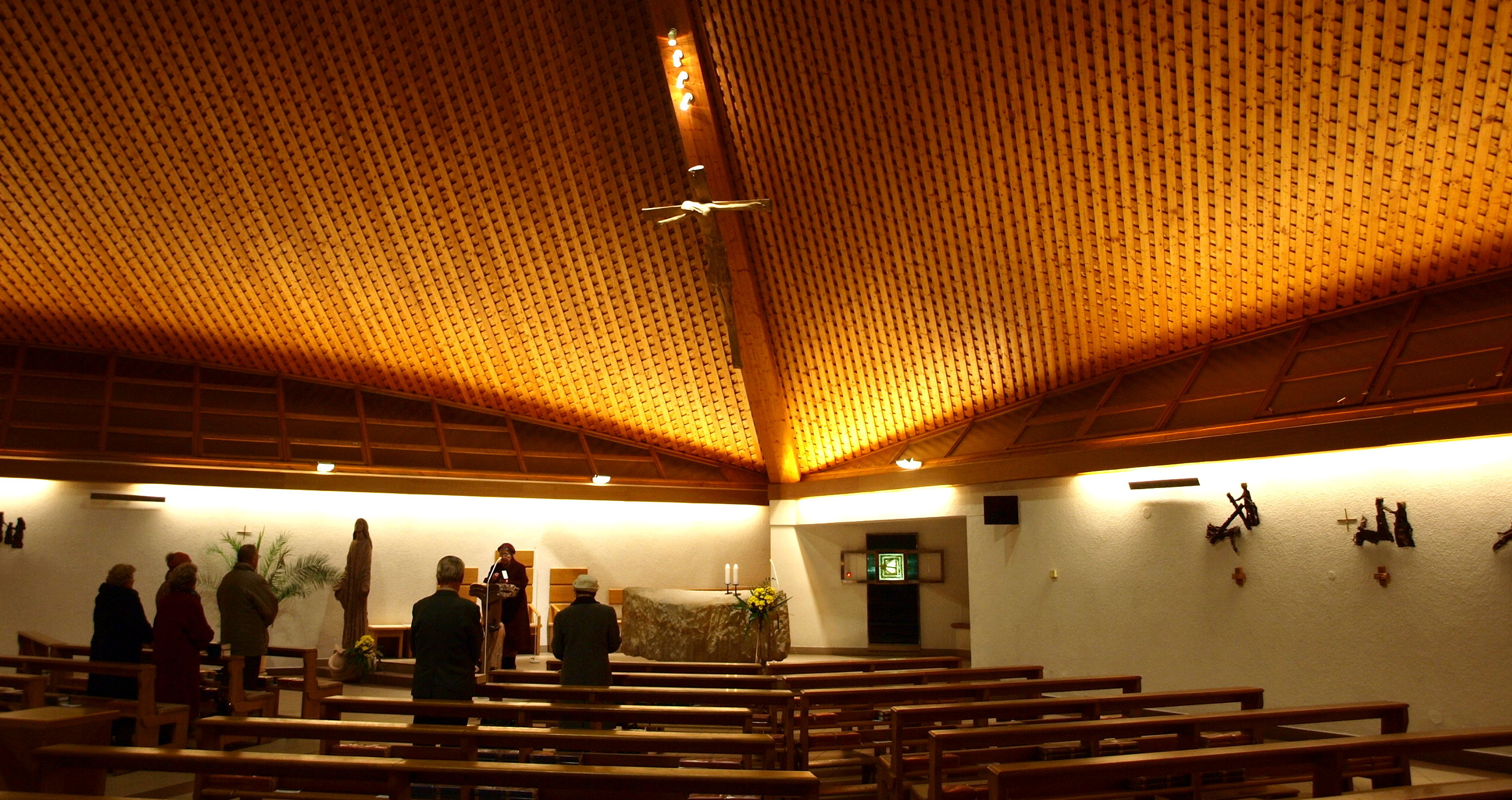
Interiér kostela

Po levé straně od hlavního vchodu v rohu byla vybudována křestní kaple svatého Wolfganga s křtitelnicí, která je vyrobena ze tří bloky hrubě opracovaných pískovcových bloků. V pískovcovém ostění je vitrážové okno s vyobrazením svatého Wolfganga od německého profesora umění Josefa Oberbergera. Po pravé straně od vstupu do kostela je kaple Anežky České. Okno zde zdobí vitráž s obrazem svaté Anežky vyrobená podle návrhu Jaroslavy Fenzlové-Makovičkové.
Autorem sochy Panny Marie – Immaculaty, stojící vlevo od ambonu, je sochař Radoš Cvrček. Socha je zpracována z dvakrát pálené hlíny. 
Na šikmém stropě nad oltářem je zavěšena dřevořezba kříže s Ježíšem od Jaroslava Hylase.
Na bočních stěnách je výzdoba na motivy křížové cesty od Pavla Vance.

## Zajímavosti
Základní kámen kostela posvětil při své návštěvě Československa svatý Jan Pavel II. Stalo se tak v Bratislavě 22. dubna 1990. Tuto událost připomíná mramorová pamětní deska v předsálí kostela nápisem: 
ZÁKLADNÍ KÁMEN KOSTELA NEPOSKVRNĚNÉHO POČETÍ PANNY MARIE POSVĚTIL 22.4. L.P. 1990 PAPEŽ JAN PAVEL II.